# 茅ヶ崎市立図書館
茅ヶ崎市立図書館（ちがさきしりつとしょかん）は、神奈川県茅ヶ崎市にある公立図書館である。東海岸北にある本館と香川分館及び市内9か所にある図書室で構成される。蔵書数は約49万6000冊（2021年3月時点）。平塚市、藤沢市、寒川町の在住者は相互利用が可能である。

## 歴史

### 年表
（主な出典は茅ヶ崎市立図書館運営情報「令和2年度　ちがさきの図書館」より）
- 1949（昭和24）年4月1日 - 図書館を第一小学校（現在の茅ヶ崎市立茅ヶ崎小学校）の作法室に開設
- 1955年（昭和30年）8月9日 - 本館を中海岸一丁目に竣工した独立館に移転、開館
- 1978年（昭和53年）3月1日 - 小出支所内に小出図書室を開設
- 1979年（昭和54年）10月2日 - 移動図書館「しおかぜ号」の運行を開始
- 1980年（昭和55年）5月13日 - 小和田公民館内に小和田公民館図書室を開設
- 1982年（昭和57年）5月11日 - 鶴嶺公民館内に鶴嶺公民館図書室を開設
- 1983年（昭和58年）
  - 1月8日 - 老人婦人センター内に老人婦人図書室を開設
  - 5月10日 - 松林公民館内に松林公民館図書室を開設
  - 7月7日 - 本館を現在地に移転、開館
- 1984年（昭和59年）
  - 6月26日 - 青少年会館内に青少年会館図書室を開設
  - 7月20日 - 浜須賀会館内に浜須賀会館図書室を開設
- 1985年（昭和60年）5月9日 - 南湖公民館内に南湖公民館図書室を開設
- 1986年（昭和61年）7月20日 - 夏期間の火、水、木曜日の開館時間を18時までに延長
- 1988年（昭和63年）7月19日 - 小和田地区コミュニティセンター内に小和田コミュニティセンター図書室を開設
- 1989年（平成元年）
  - 4月1日 - 金曜日の開館時間を19時30分までに延長
  - 5月13日 - 香川分館が開館
- 1990年（平成2年）
  - 3月1日 - 本館のコンピューターが稼働開始
  - 5月13日 - 香川分館のコンピューターが稼働開始
- 1991年（平成3年）
  - 4月1日 - 文教大学湘南図書館との相互協力開始
  - 8月1日 - ビデオテープ、CDの貸出開始
- 1992年（平成4年）5月1日 - 図書室の開室日を週6日に変更
- 1993年（平成5年）10月27日 - 小出図書室が拡張される
- 1996年（平成8年）5月14日 - 藤沢市、寒川町との広域利用が開始
- 1998年（平成10年）
  - 2月 - アカシア図書室を閉鎖
  - 10月10日 - 移動図書館「しおかぜ号」3代目の運行を開始
- 1999年（平成11年）4月1日 - 平塚市との相互利用開始
- 2000年（平成12年）4月1日 - 祝日の開館を開始
- 2001年（平成13年）3月1日 - 図書館ホームページの運用開始、館内にインターネット用パソコンを設置
- 2005年（平成17年）4月1日 - 本館と香川分館の開館時間を変更
- 2007年（平成19年）
  - 4月1日 - 図書館資料の貸出点数を拡大
  - 6月1日 - インターネット予約サービス開始、図書室の開館時間を延長
- 2008年（平成20年）11月7日 - ブックスタート事業開始
- 2009年（平成21年）6月17日 - 赤ちゃん向けおはなし会「おひざにだっこ」開始
- 2010年（平成22年）
  - 4月1日 - 茅ケ崎駅自由通路に返却ポストを設置
  - 6月1日 - 湘南工科大学附属図書館との相互協力開始
- 2011年（平成23年）6月9日 - 「茅ヶ崎市子ども読書活動推進計画」策定
- 2013年（平成25年）
  - 4月1日 - ネスパ茅ヶ崎にまなびの窓口を開設
  - 6月1日 - 東海大学付属図書館及び日本大学生物資源科学部図書館との相互協力開始
- 2014年（平成26年）4月1日 - 雑誌スポンサー制度導入
- 2015年（平成27年）
  - 1月1日 - ジェイコム湘南と協定を締結し、来館困難者向け家庭配本サービスの試行を開始
  - 4月1日 - ハマミーナ図書室を開設
  - 10月1日 - 前述の家庭配本サービスを本格的に開始
- 2016年（平成28年）
  - 4月18日 - 「第2次茅ヶ崎市子ども読書活動推進計画」策定
  - 6月27日 - 地元書店、NPO団体との提携による「本がだいすきプロジェクトちがさき」を始動
- 2018年（平成30年）
  - 1月1日 - 本館の照明をLED化、ホームページ上での貸出記録の作成が可能になる、公式Twitterを開設、新聞記事オンライン・データベースの利用開始
  - 4月1日 - 松浪コミュニティセンター内に松浪コミュニティセンター配本所が開設
  - 5月15日 - 国立国会図書館デジタル化資料送信サービス開始
  - 11月20日 - ホームページ上に郷土資料デジタルライブラリーを開設
- 2020年（令和2年）
  - 3月 - 5月 - 新型コロナウイルス感染症対策のため断続的に休館
  - 6月4日 - 予約資料の貸出、返却などの一部サービスのみ再開
  - 7月1日 - 感染症対策をとったうえで全面再開
- 2021年（令和3年）
  - 3月9日 - 本館のエレベーターを改修
  - 3月31日 - 移動図書館「しおかぜ号」廃止

## サービス
図書館の入館や利用は誰でも可能だが、館外貸出を利用するためには「図書館利用者カード」を発行し、借りたい資料とともに提示する必要がある。図書館利用者カードは、茅ヶ崎市の在住・在勤・在学者と平塚市、藤沢市、寒川町の在住者が発行できる。図書館利用者カードの所持者は資料の貸出以外にも、貸出予約や資料のリクエストができる。貸出は本館と分館、図書室で可能である。また、予約資料の受け取りのみ配本所でも可能である。返却は前述の施設と辻堂駅前出張所、香川駅前出張所で受け付けている。返却ポストは本館と分館に加え茅ケ崎駅自由通路とハマミーナまなびプラザにも設置されている。
- 館外貸出[2]
  - 図書資料：1人10点、貸出期間は15日間
  - 視聴覚資料：1人5点、貸出期間は15日間
- 休館日[3]
  - 月曜日（祝日の場合は開館し翌日休館）[注 2]
  - 年末年始
  - 第3木曜日（祝日の場合は開館）[注 3]
  - 図書特別整理期間[注 3]

## 施設
（この節の出典）

### 図書館・分館
- 茅ヶ崎市立図書館（本館）
  - 住所：神奈川県茅ヶ崎市東海岸北一丁目4-55
  - 開館年月日：1955（昭和30）年8月9日
  - 備考：1983年（昭和58年）移転
- 茅ヶ崎市立図書館香川分館
  - 住所：神奈川県茅ヶ崎市香川一丁目11-1
  - 開館年月日：1989（平成元）年5月13日
  - 備考：香川公民館に併設

### 図書室
- 小出図書室
  - 住所：神奈川県茅ヶ崎市芹沢888
  - 開設年月日：1978（昭和53）年3月1日
  - 備考：小出支所に併設
- 小和田公民館図書室
  - 住所：神奈川県茅ヶ崎市美住町6-20
  - 開設年月日：1980（昭和55）年5月13日
  - 備考：小和田公民館に併設
- 鶴嶺公民館図書室
  - 住所：神奈川県茅ヶ崎市萩園2028-55
  - 開設年月日：1982（昭和57）年5月11日
  - 備考：鶴嶺公民館に併設
- 松林公民館図書室
  - 住所：神奈川県茅ヶ崎市室田一丁目3-2
  - 開設年月日：1983（昭和58）年5月10日
  - 備考：松林公民館に併設
- 南湖公民館図書室
  - 住所：神奈川県茅ヶ崎市南湖六丁目15-1
  - 開設年月日：1985（昭和60）年5月9日
  - 備考：南湖公民館に併設
- 青少年会館図書室
  - 住所：神奈川県茅ヶ崎市十間坂三丁目5-37
  - 開設年月日：1984（昭和59）年6月26日
  - 備考：青少年会館に併設
- 浜須賀会館図書室
  - 住所：神奈川県茅ヶ崎市松が丘二丁目8-63
  - 開設年月日：1984（昭和59）年7月20日
  - 備考：浜須賀会館に併設
- 小和田コミュニティセンター図書室
  - 住所：神奈川県茅ヶ崎市小和田一丁目22-60
  - 開設年月日：1988（昭和63）年7月19日
  - 備考：小和田地区コミュニティセンターに併設
- ハマミーナ図書室
  - 住所：神奈川県茅ヶ崎市浜見平11-1
  - 開設年月日：2015（平成27）年4月1日
  - 備考：茅ヶ崎市ハマミーナまなびプラザに開設

### 配本所
- まなびの窓口[注 4]
  - 住所：神奈川県茅ヶ崎市元町1-1　ネスパ茅ヶ崎3階
  - 開設年月日：2013（平成25）年4月1日
  - 備考：茅ヶ崎駅前市民窓口センターに併設
- 松浪コミュニティセンター配本所[注 4]
  - 住所：神奈川県茅ヶ崎市常盤町2-2
  - 開設年月日：2018（平成30）年4月1日
  - 備考：松浪コミュニティセンターに併設

## 本館
茅ヶ崎市立図書館は、茅ヶ崎市東海岸北一丁目4-55にある茅ヶ崎市立図書館の本館である。

### 施設
鉄筋コンクリート造の2階建の建物にある。1階は一般書や児童書といった貸出しが可能な図書や新聞雑誌などの利用者に身近な資料が配置されている。また貸出カウンターや点字図書館も1階にある。2階には資料相談室があり茅ヶ崎市や神奈川県の郷土資料や年鑑、白書などがある。レファレンスコーナーも資料相談室内にある。また読書室には72席が用意されており学習・読書用に誰でも利用できる。なおパソコンや電卓など音が出る機器の使用はできない。会議室が4室あり社会教育に関わる団体が無料で利用できる。
- 建物概要[4]
  - 鉄筋コンクリート造地上2階建
  - 敷地面積：3517.39 m2
  - 建築面積：1576.69 m2
  - 延床面積：3157.01 m2
- 開館時間[3]
  - 平日：9:00 - 19:00
  - 土休日：9:00 - 17:00

### 立地
JR東海道線の茅ケ崎駅南口から徒歩7 - 8分のところに位置し、西側で高砂通りに接している。隣接する高砂緑地内には茅ヶ崎市美術館がある。駐車場は身体障害者向けの2台分しかないため市は公共交通機関での来館を求めている。

#### 最寄駅
- JR東海道線・JR相模線：茅ケ崎駅

#### 最寄バス停
- 茅ヶ崎市コミュニティバス えぼし号：「図書館前」

## 香川分館
茅ヶ崎市立図書館香川分館（ちがさきしりつとしょかん かがわぶんかん）は、茅ヶ崎市香川一丁目11-1にある茅ヶ崎市立図書館の分館である。1989年5月に香川公民館に併設する形で開館した。本館には規模で劣るものの、絵本を含む児童書は充実しており、その蔵書数は全体の約4割を占める。

### 施設
- 建物概要
  - 鉄筋コンクリート造2階建 (図書館は1階にある)
  - 敷地面積：1928.00 m2
  - 延床面積：249.55 m2 (図書館のみの面積)
- 開館時間
  - 火 - 木曜日：9:00 - 17:00[注 5]
  - 金曜日：9:00 - 19:00
  - 土休日：9:00 - 17:00

### 立地
新湘南バイパス沿いに位置し、近くには茅ヶ崎市立香川小学校がある。最寄り駅はJR相模線香川駅で徒歩およそ12 - 13分である。

## 移動図書館「しおかぜ号」
しおかぜ号は、1979年から茅ヶ崎市立図書館が運行していた移動図書館である。運行開始当初は現在のように市内各所に図書館施設がなく、市全体に図書館サービスを提供するうえで重要な役割を果たしていた。しかし、図書室の増加や新型コロナウイルスの感染拡大に伴う市の財政悪化により2021年3月に運行を終了した。

## 大学図書館との提携
茅ヶ崎市内及び市外の大学図書館と相互協力協定を締結し、相互利用を行っている。
- 提携している大学図書館（2022年2月時点）[13]
  - 文教大学湘南図書館
  - 湘南工科大学附属図書館
  - 東海大学付属図書館中央図書館・伊勢原図書館
  - 日本大学生物資源科学部図書館